# Букова (Лодзинське воєводство)
Букова (пол. Bukowa) — село в Польщі, у гміні Белхатув Белхатовського повіту Лодзинського воєводства.
Населення — 116 осіб (2011).
У 1975-1998 роках село належало до Пйотрковського воєводства.

## Демографія
Демографічна структура станом на 31 березня 2011 року:
|          | Загалом | Допрацездатний вік | Працездатний вік | Постпрацездатний вік |
| -------- | ------- | ------------------ | ---------------- | -------------------- |
| Чоловіки | 61      | 5                  | 48               | 8                    |
| Жінки    | 55      | 14                 | 29               | 12                   |
| Разом    | 116     | 19                 | 77               | 20                   |